# Île Skagit
Pour les articles homonymes, voir Skagit.
L'île Skagit est une île de l'État de Washington dans le comté de Skagit aux États-Unis.

## Description
Aménagée pour le camping, elle s'étend sur environ 495 m de longueur pour une largeur de 266 m. 